# 開放核心實驗室
開放核心實驗室（英語：Open Kernel Labs，縮寫為），一間美國私人開放原始碼軟體公司，創辦於2006年，企業總部位於芝加哥，研發中心位於澳洲雪梨。它主要的業務是為嵌入式系統，發展出開放源碼的處理器虛擬化技術，與微核心作業系統。

## 外部連結
- Open Kernel Labs首頁